# Ofensiva Nacional
La Ofensiva Nacional (alemán: Nationale Offensive; NO) fue un partido político alemán de ideología neonazi, que existió desde el 3 de julio de 1990 hasta 22 de diciembre de 1992.

## Historia
Fue fundado por Michael Swierczek, expresidente del Freiheitliche Deutsche Arbeiterpartei (FAP) en Baviera, quién fue elegido presidente de la NO, y Carlo Bauer, (quién también fue nombrado presidente de la NO) quien se trasladó desde el FAP junto a varios otros miembros decepcionados, en su mayoría bávaros.
El mayor objetivo del NO fue su lucha contra los inmigrantes. Consideró la mezcla de culturas como genocidio, y por lo tanto pidió la deportación de los extranjeros, el endurecimiento de las leyes de asilo, y hacer más difícil la obtención de la nacionalidad alemana.
La NO fue incapaz de recibir suficientes firmas para participar en las Elecciones de Baviera de 1990. En febrero de 1991, Swierczek y Christian Malcoci, otro miembro de la NO, fueron acusados de continuar con el Frente de Acción de los Nacionalsocialistas/Activistas Nacionales (ANS/NA), que había sido prohibido en 1983. En 1991, el partido alcanzó una membresía de alrededor de 100 personas, ya que fue capaz de reclutar a miembros de fuera de Baviera. A medida que el partido fue capaz de obtener más miembros en el este de Alemania, el número de miembros aumentó a alrededor de 140 en 1992. Desde el este de Alemania, el partido trató de establecer contactos con la población de habla alemana en Silesia, Polonia, con el fin de establecer una rama del partido en el lugar.
Mientras que el exmiembro de las SS Josef Schwammberger estaba siendo juzgado por crímenes de guerra entre 1991 y 1992, la NO lo apoyó públicamente. En 1992, la NO organizó una serie de conferencias con el negador del Holocausto británico David Irving, quién había entablado relaciones con el partido gracias al miembro de este Christian Worch. El partido participó en las Elecciones de Baden-Wurtemberg de 1992, pero solo recibió un total de 183 votos.
El 22 de diciembre de 1992, la NO fue prohibida por el Ministerio Federal del Interior, sólo un día después de la prohibición de la Deutscher Kameradschaftsbund (DKB), y un mes antes de las prohibiciones de la Alternativa Alemana (DA) y el Frente Nacionalista (NF). El entonces ministro del Interior, Rudolf Seiters, declaró que la prohibición había sido aprobada ya que la NO era una "organización neonazi agresiva" que había producido agitación contra los extranjeros, los judíos y los ciudadanos de Israel. Las residencias de alrededor de 30 miembros del partido fueron allanadas buscado material que contuviera información sobre la colectividad, documentos del partido y disquetes, los cuales fueron incautados por la policía. Al momento de su prohibición, la NO tenía organizaciones estatales en Baviera, Berlín, Brandenburgo y Sajonia.